# Eublemma chamila
Eublemma chamila là một loài bướm đêm trong họ Erebidae.